# Siketnémaság
A siketnéma szó eredetileg azokra a siketekre vonatkozott, akik nem beszélnek hangzó nyelven.  1775-ig csak a süket/siket és a néma szavakat használták, összetételt nem képeztek belőlük. Mivel a siketoktatás kezdetén világosan el kellett különíteni ezeknek a szavaknak a jelentését, ezért szükségessé vált egy új szó bevezetése azoknak a siketeknek a jelölésére, akik nem beszéltek; ez az akkori szempontok szerint csak a hangzó nyelvre vonatkozott, amit mára a siketek sértőnek éreznek. Miután a hallássérültek oktatásában egyeduralomra jutott a kizárólagos hangnyelvi tanítás, ezért az oktatók el tudták mondani, hogy a siketnémákat megtanítják beszélni, és így beszélő siketeket faragnak tanítványaikból. Ezt a folyamatot demutizálásnak nevezik. Azonban ezt a szót minden prelingvális siketre elkezdték használni, függetlenül attól, hogy beszéltek-e hangzó nyelven. Sőt, használják siket vagy néma értelemben is, a siketeket azonban annyira bántja ennek a szónak a használata, hogy semmilyen jelentésben sem tudják elfogadni.
Mivel az oktatók úgy hitték, hogy a jelnyelv akadályozza a demutizálást, hiszen egy versengő kommunikációs eszközt láttak benne. Mivel azonban a jelnyelv a siketek, különösen a prelingvális siketek természetes nyelve, ezért annak betiltását a siketek elnyomásként érzékelik. Így magát a siketnéma szót is az elnyomás jeleként értékelik, mivel kizárólag halló szempontú, és nem veszi figyelembe az ő szempontjaikat. Maguk a siketek nem nagyon értik a némaságot, ezért nem tudják, és nem is akarják siketekre használni. Még a hangképző szervek tönkrement voltát, és a mindenféle nyelv használatára való képtelenséget sem tekintik némaságnak, ha az alany siket.

## További információ
Meszlényi Molnár János: Bévezetés a siketnéma oktatásmódba, a szerént a mint azt Párisban de L'Epée apátúr előadta. A magyar nyelvhez alkalmaztatta. Első rész. Pest, 1812. Online